# Nunatak Ledorez
Nunatak Ledorez är en nunatak i Antarktis. Den ligger i Östantarktis. Australien gör anspråk på området. Toppen på Nunatak Ledorez är 1 384 meter över havet.
Terrängen runt Nunatak Ledorez är lite kuperad. Trakten är obefolkad. Det finns inga samhällen i närheten.